# Salomé Jiménez
Pour les articles homonymes, voir Jiménez.
Salomé Jiménez, née le 22 février 1975 à Saragosse, est une actrice espagnole.

## Filmographie
- 2002 : Robando el rock and roll
- 2003 : Una de zombis
- 2004 : Hospital Central (téléfilm) : Cecilia
- 2005 : 6 Pack (téléfilm)
- 2005 : Amne
- 2005 : WC : l'anorexique
- 2008 : 3:19 : Alexandra
- 2008 : En el lado de la vida (téléfilm) : l'infirmière
- 2008 : Hermanos & detectives (téléfilm)
- 2009 : L'Orfeo, Favola in musica in un prologo e cinque atti (téléfilm)
- 2009 : El sobrino : Pibón Ucraniano
- 2010 : Tensión sexual no resuelta[1] : Céleste
- 2011 : Eleven : Sarah
- 2013 : Viral : Presentadora
- 2015 : Refugios : Julieta
- 2016 : Our Lovers : Lerda
- 2017 : Centro médico (série télévisée)
- 2017 : Vivir del aire (court métrage)
- 2019 : Dos Gardenias (court métrage) : Sirvienta
- 2023 : Indomptables (série télévisée) : Sophie d'Espagne[2]